# Leoben

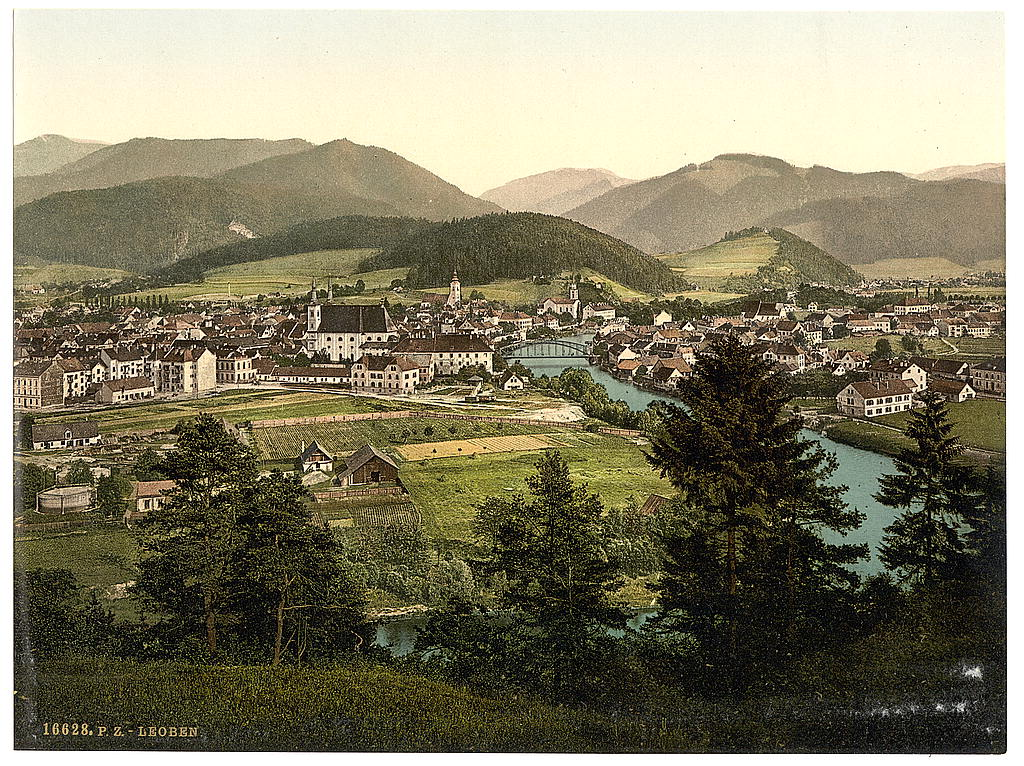
Leoben, omkring 1900.

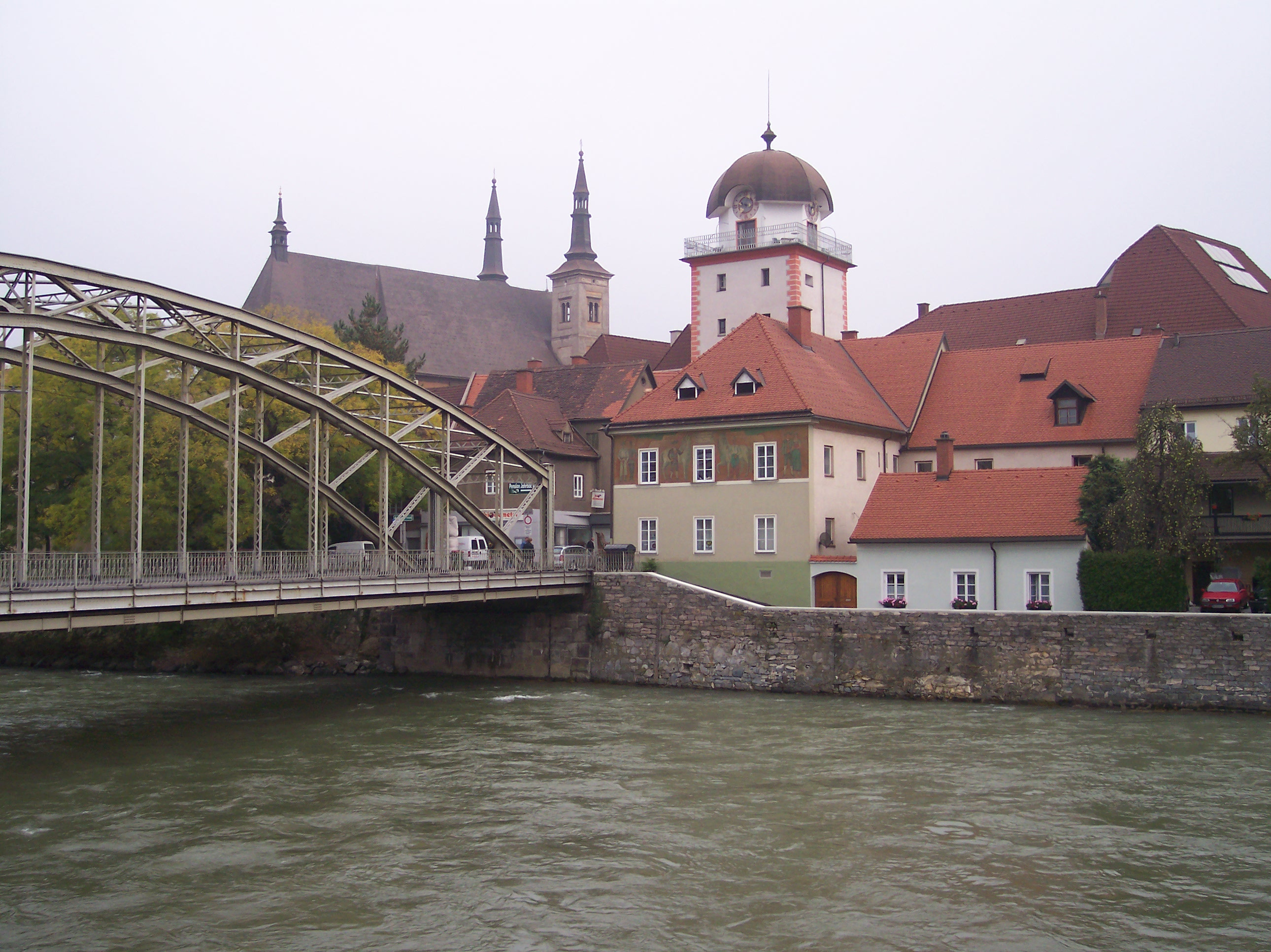
Mautturm och stadskyrkan.

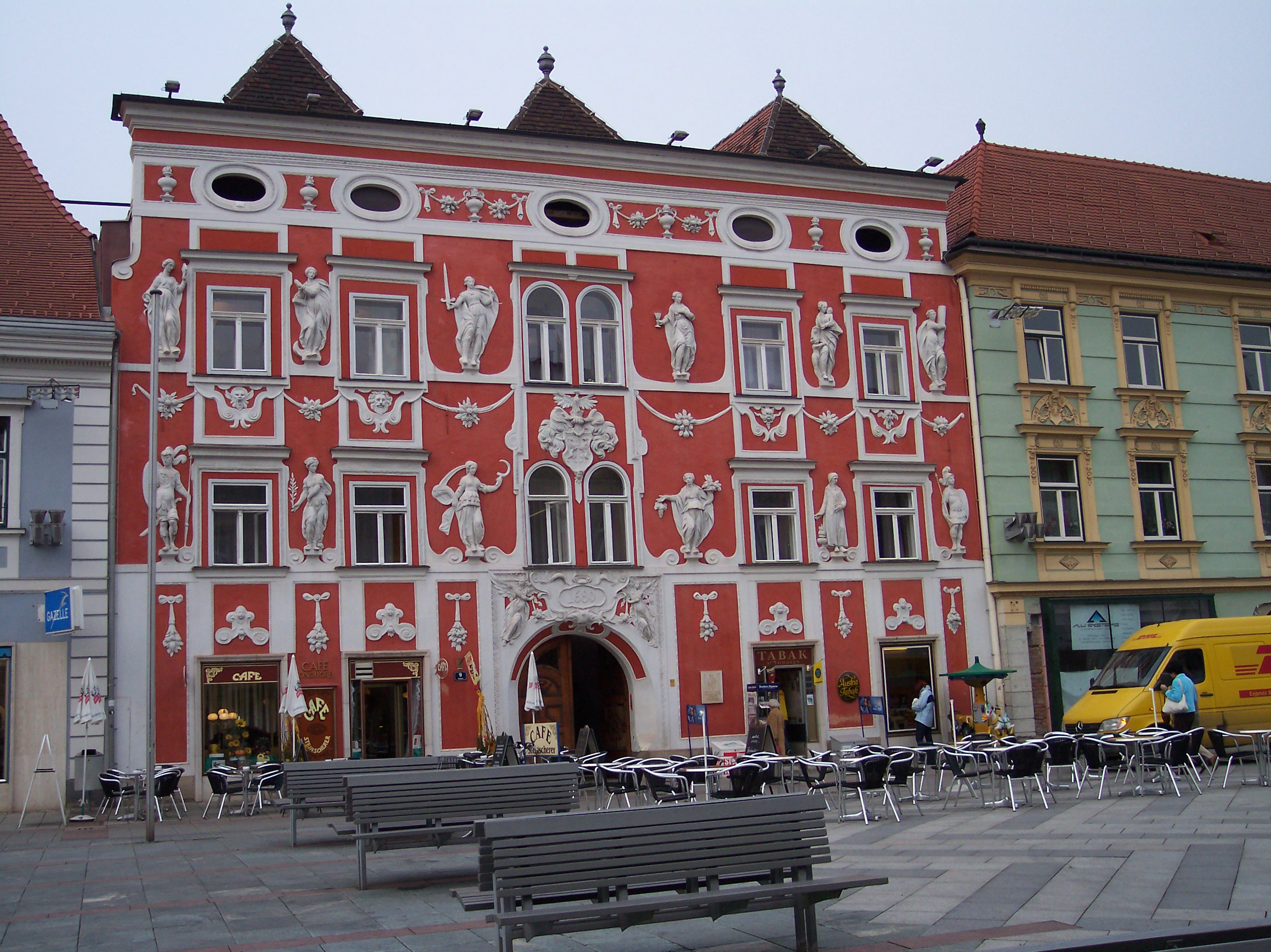
Hackl-huset.

Leoben är en stadskommun i det österrikiska förbundslandet Steiermark. Staden är förbundslandets näst största och ligger cirka 10 km väster om Bruck an der Mur vid floden Mur. Leoben är huvudort i distriktet med samma namn.

## Orter
Kommunen består av sex orter (Ortschaften) (inom parentes invånarantal 1 januari 2024):

- Donawitz (3 263)
- Göß (3 844)
- Hinterberg (1 030)
- Judendorf (5 207)
- Leitendorf (2 877)
- Leoben (8 384)

## Historia
Leoben omnämns för första gången år 904 som "Liupina". Ett samhälle med namnet "Forum Liuben" omtalas 1173. Det flyttas på 1260-talet norrut, där staden ligger idag. På den här tiden får Leoben också. stadsrättigheter. 1314 omskrivs Leoben som handelsplats för järn.
Under oroligheterna 1525 i samband med reformationen är staden basen för trupperna, som ska slå ned resningen av gruvarbetare i övre Steiermark. Ändå bekänner man sig till den lutherska läran vid lantdagen i Bruck 1575. Men 1613 börjar motreformationen och borgarskapet tvingas lämna den protestantiska tron. Jesuiterna grundar en filial i Leoben och bygger Xaverkyrkan mellan 1660 och 1665.
Under första koalitionskriget möts franska och österrikiska legationer i Leoben 1797. Där sluter de den s.k. förfreden från Leoben. 1805 ockuperas Leoben av franska trupper under tredje koalitionskriget. Den vidare utvecklingen under 1800-talet är långsam men kontinuerlig.
1939 inkorporeras Göss och Donawitz med Leoben, vilket nästan fördubblar stadens yta. Ekonomiskt svåra tider stundar på 1960-talet, när kolgruvan Seegraben läggs ned, och på 1980-talet, när stålverket Donawitz kommer i kris.

## Byggnader
- "Mautturm" - vakttorn från 1280
- Torget; vid torget ligger följande kulturhistoriskt intressanta byggnader:
  - Gamla rådhuset - byggdes 1485; 1568 byggdes det pentagonala hörntornet till. Idag är det inköps- och kongresscentrum.
  - Hacklhuset – ett hus från 1500-talet med dekorativ stuckfassad som skildrar de fyra årstiderna och dygderna.
  - pestkolonnen – med många helgonskulpturer, uppförd 1718
- museet – med en basutställning kring Leobens historia och årligen växlande utställningar med etnologisk inriktning:
- Göss kloster – Steiermarks äldsta kloster, grundat före 1020 av pfalzgreve Aribo I. 1782 stängdes klostret, men användes mellan 1784 och 1800 som biskopssäte för stiftet Leoben. Kyrkans skepp är byggt i sengotisk stil och reser sig över en tidigromansk krypta från 1000-talet. Intill kyrkan står en fristående tidiggotisk kapell, byggd 1271 – 1283, med sevärda dåtida fresker.
- St Jakobskyrkan – omnämnt 1188 för första gången. Kyrkan var fram till 1811 Leobens huvudkyrka. Stommen är romansk med talrika gotiska tillbyggnader. Inventariet är från barocktiden (1771).
- stadskyrkan St. Xaver zu Leoben – byggd mellan 1660 och 1665 av jesuiterna i tidigbarock stil.

## Näringsliv
Leoben är traditionellt en industristad. Betydande industriföretag är bryggeriet Göss, voestalpine AG (stålverket Donawitz), Novopan (spånplattafabrik), Austria Technologie und Systemtechnik AG m.m.
Leoben är också Steiermarks andra universitetsstad: Bergshögskolan (Montanuniversität Leoben) är specialiserad på forskning och utbildning i geologi, gruvdrift och metallurgi.

## Kommunikationer
Leoben ligger vid motortrafikleden S 6 och Sydbanan.
Från Leoben utgår Erzbergbanan, en museijärnväg, som går via Präbichl till Eisenerz och Hieflau.

## Kända personer
- Chris Raaber, Catch-Wrestling världsmästare
- Walter Schachner, fotbollsspelare och -tränare
- Robert Zeppel-Sperl, konstnär
- Walter Edler, f.d. rektor för och lärare vid Europa Hauptschule Leoben (numera Neue Mittelschule Pestalozzi Leoben)

## Vänorter
- Xuzhou, Kina